# Алгонкинские языки
Алго́нки́нские языки (англ. Algonquian, Algonkian, от малеситского слова elakómkwik [ɛlæˈɡomoɡwik], что означает «они наши родственники / союзники») — подсемья в составе алгских языков. Это языки, на которых говорят алгонкины, и одно из крупнейших объединений коренных языков Северной Америки. Занимает почти весь восток и центр Канады, а также области вокруг Великих озёр (кроме ирокезских областей) и северную часть атлантического побережья США.
Общее количество говорящих на алгонкинских языках — более 190 тыс. человек. В то время как в США это количество сокращается (18 079 человек в 1970 г. и приблизительно 13 тыс. чел. в возрасте 5 лет и старше в 1990 г.), в Канаде оно неуклонно растёт: 99 120 человек в 1981 г., приблизительно 150 тыс. чел. в 1991 г., 171 600 чел. в 2001 г. и 180 955 чел. в 2006 г. Больше всего носителей имеют языки кри и оджибве. Эти языки записываются при помощи латиницы либо при помощи канадского слогового письма.
Являются полисинтетическими языками с очень сложной глагольной морфологией, в которых значима одушевлённость; некоторые также являются тональными. Из этих языков европейцы заимствовали некоторые слова, сегодня широко используемые; к таковым относятся, в частности, «вигвам, томагавк, мокасины, тотем» и др.

## Классификация
В число алгонкинских входят 43 языка. В классификации И. Годдарда 1995 года алгонкинские языки подразделяются на 10 ветвей:
- 1. ветвь кри-монтанье:
  - группа кри: равнинный кри (с диалектом северный равнинный кри), мичиф, лесной кри, западный болотный кри, восточный болотный кри (с диалектом реки Мус), атикамек
  - группа монтанье-наскапи: восточный кри (с северным и южным береговыми диалектами и внутриматериковым восточным диалектом), монтанье, наскапи
- 2. оджибвейская ветвь:
  - группа северных оджибвейских языков: оджибве реки Северн (также называемый оджи-кри, с восточным и западным диалектами) и северный алгонкин
  - группа южных оджибвейских языков: сото (с диалектом сото провинции Онтарио), центрально-южный оджибве (с диалектами северный оджибве, северный оджибве озера Верхнего, северо-западный оджибве, юго-западный оджибве и западный алгонкин), восточный оджибве, алгонквинский язык (название которого дало название всей группе), оттава
  - группа потаватоми: потаватоми
- 3. восточная ветвь:
  - группа микмак: микмак
  - абенакская группа: восточноабенакский язык, или абенаки-пенобскот, западноабенакский язык, малесит-пассамакводди
  - группа этчемин: этчемин †
  - группа юга Новой Англии: массачусетт (натик, вампаноаг) †, наррагансетт †, лу (лоуп) †, мохеган-пекот (мохеган, пекот, найантик и монток) †, куирипи-ункечог †
  - делаварская группа: могиканский (махикан) †, делаварские языки (мунси с диалектами мунси и уоппинджер и унами (ленап) † с диалектами северный унами, южный унами и уналачтиго)
  - группа нантикок-коной: пискатауэй (нантикок-коной, нантикок-пискатауэй) †
  - группа виргинских алгонкинских языков: поухатан (поватан, виргинский алгонкинский) †
  - группа каролинских алгонкинских языков: каролинский алгонкинский, или памлико †, ныне известный как ламби (или кроатан, потомок памлико)
- 4. меномини
- 5. майами-иллинойс †
- 6. ветвь сок-фокс-кикапу:
  - группа кикапу: кикапу
  - группа сок-фокс: сок-фокс (сок и мескуаки)
- 7. шони (шауни)
- 8. арапахская ветвь:
  - группа арапахо-гро-вантр: арапахо, гро-вантр (ацина), бесавунена †
  - группа наватинехена: наватинехена †
- 9. блэкфут, или язык «черноногих» (сиксика)
- 10. шайенский

Ранее использовалась более простая классификация, в соответствии с которой алгонкинские языки делились на три группы — восточные, центральные и равнинные (западные), однако и новая классификация, особенно в части восточной ветви алгонкинских языков, не может считаться достаточно проработанной, главным образом по причине крайне скудных сведений о языках алгонкинов, заселявших Атлантическое побережье и прилегающие области в доконтактный период.
1. Восточная группа состоит из почти двух десятков близкородственных языков — в частности, микмак (около 9000 говорящих), малисит-пассамакводди (около 1 тыс.), восточный и западный абенаки, массачусет-наррагансет, мохеган, махикан, делавэр, поухатан и др. Эти языки, кроме первых двух, ныне почти все вымерли, поскольку были распространены на побережье Атлантического океана от залива Святого Лаврентия на севере до современного штата Северная Каролина на юге и, тем самым, очень рано оказались в зоне европейской колонизации[7].
2. Центральная группа, в основном, распространена к югу, к северу и к западу от Великих озёр Эри, Гурон, Мичиган и Верхнего и включает около 7 языков, не столь близких друг к другу, как восточные, в том числе шони (от 250 до 500 носителей), фокс-сок-кикапу (от 1700 до 5000), майами-иллинойс (вымер), потаватоми (несколько сотен), оджибве (55 тысяч), кри (100 тысяч) и меномини (несколько десятков). К этой группе относятся два из числа крупнейших индейских языков Северной Америки — оджибве и кри. Каждый из этих языков распространён на большой территории и имеет значительное диалектное дробление. Оджибве иногда рассматривается как группа из четырёх или даже 8 близких языков, в том числе алгонкин, чиппева, оттава и другие. Таким же образом, кри часто рассматривают как группу из пяти или даже 9 языков, в том числе наскапи, монтанье (оба на полуострове Лабрадор), равнинный кри, или плейнз-кри (на западе распространён вплоть до Скалистых гор и до Британской Колумбии в Канаде) и другие. Если считать диалекты кри одним языком, то это североамериканский индейский язык с самой протяжённой областью распространения — почти 3000 км. На основе равнинного кри возник один из редких видов контактных языков — смешанный язык мичиф[4].
3. Западная, или равнинная, группа алгонкинских языков распространена на территории Великих равнин и включает три языка (с севера на юг): блэкфут (от 5 до 8 тыс. носителей), шайеннский (около 2500) и арапахо-ацина-наватхинехена (около 1400). Эти языки не образуют генеалогического единства и объединяются вместе по общей области распространения[7].

## Письменность

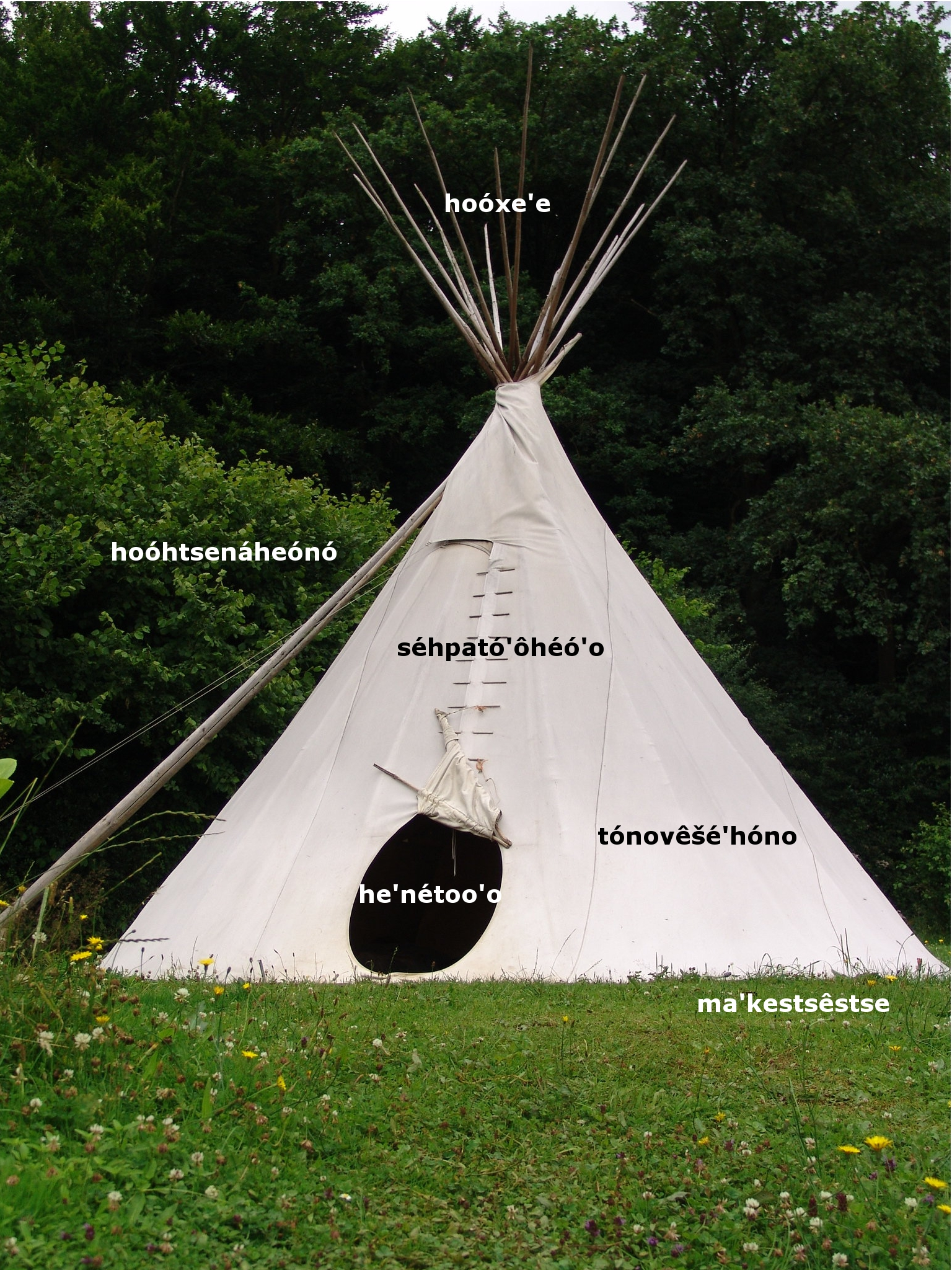
Части типи на шайенском языке, записываемом латиницей

Для записи многих живых алгонкинских языков используются письменности на латинской основе; благодаря алфавитам они могут преподаваться в школах (больше всего они преподаются в Канаде).
Для языка кри в середине XIX в. миссионер Джеймс Эванс изобрёл канадское слоговое письмо, которое в дальнейшем начало использоваться для записи и других языков Севера Америки (кроме алгонкинских, также для записи атабаскских и эскимосских) и используется до сих пор.
Существует также особая письменность для языка блэкфут.

## Лингвистические черты

### Фонетика и фонология
Алгонкинские языки имеют, как правило, небольшой набор фонем. Для праалгонкинского реконструируется 14 согласных звуков (p t č k ʔ θ s š h m n w r y) и по 4 кратких и долгих гласных (i, e, a, o). Кроме этих гласных, в некоторых алгонкинских языках также есть /u/, /æ/, шва и носовые гласные.
Главный признак, по которому строится классификация алгонкинских языков и диалектов, — это современная реализация фонемы *l алгонкинского праязыка как l, n, r, th, y. Основываясь на ней, эти языки называют «язык N» или «диалект Y». Согласный /θ/ среди живых алгонкинских языков сохраняется лишь в арапахо, во всех остальных он перешёл в другие звуки; звук /r/ также во многих языках перешёл либо в /t/, либо в /n/, либо в /y/.
В некоторых алгонкинских языках — например, шайенском — развились тональные противопоставления.

### Морфология
Морфологически алгонкинские языки являются полисинтетическими. Глагол в них имеет сложный морфологический строй; глагольные приставки и суффиксы выражают много грамматических категорий — в частности, в глагол инкорпорированы относящиеся к актантам местоимения. Алгонкинские слова могут переводиться на европейские языки целыми предложениями: например, paehtāwāēwesew означает «Его слышат великие силы», «Он слышим великими силами» (paeht- „слышать“, -āwāē- „дух“, -wese- — показатель страдательного залога, -w — показатель подлежащего третьего лица единственного числа).
Все слова алгонкинских языков делятся на четыре больших разряда: существительные, местоимения, глаголы и частицы; последний разряд включает все неизменяемые слова. Существительные делятся на два разряда, отчасти согласно их значению — одушевлённые и неодушевлённые. Кроме того, они делятся на те, что обязательно идут с притяжательным аффиксом, и те, что могут идти без него; к первым относятся, например, слова, означающие родство, и части тела.
В случае 3-го лица различается проксимативное (привилегированное) и обвиативное (второстепенное) лица. Обозначение «проксиматив/обвиатив» присваивается 3-м лицам главным образом на основе дискурсивной значимости.
Имеется противопоставление прямых и инверсивных форм. Так, в равнинном кри существует следующая «иерархия лиц»: «2-е лицо > 1-е лицо > 3-е проксимативное > 3-е обвиативное». Если в переходном глаголе агенс, согласно этой иерархии, выше пациенса, то глагольная форма морфологически становится прямой: ni-wāpam-ā-w — «я-вижу-ПРЯМ-его»; если соотношение обратное, то глагол становится инверсивным: ni-wāpam-ekw-w — «меня-видит-ИНВЕРС-он». Как показывают данные примеры, именно противопоставление прямых и инверсивных форм позволяет определить, какое лицо является агенсом, а какое — пациенсом.
Внутри личных местоимений различается три лица, два числа, а также включающее и исключающее местоимение первого лица множественного числа.

#### Существительное
Внутри алгонкинского существительного могут быть отражены: одушевлённость, число (единственное или множественное), обвиативность и иногда падеж (местный или звательный).
Пример склонения из языка сок-фокс:
- ineniw-a «мужчина» (проксимативное одушевлённое существительное единственного числа);
- ineniw-aki «мужчины» (проксимативное одушевлённое существительное множественного числа);
- ineniw-ani «(другой) мужчина» (второстепенное одушевлённое существительное единственного числа);
- ineniw-ahi «(другие) мужчины» (второстепенное одушевлённое существительное множественного числа);
- či·ma·n-i «каноэ» (неодушевлённое сущ. ед. ч.);
- či·ma·n-ani «несколько каноэ» (неодушевлённое сущ. мн. ч.);
- či·ma·n-eki «в каноэ, внутри каноэ» (местный падеж);
- ni·hka·n-e «о, друг!» (звательный падеж ед. ч.);
- ni·hka·n-etike «о, друзья!» (звательный падеж мн. ч.).

Разделение существительных на одушевлённые и одушевлённые в алгонкинских языках не всегда соответствует правилу, заключающемуся в том, что одушевлёнными являются существительные, способные чувствовать. Так, например, в кри к одушевлённым относятся слова cistêmâw «табак» и apoy «весло».

#### Местоимение
Алгонкинские личные местоимения происходят от сочетаний притяжательных аффиксов со словом «тело», что отражается в их сходстве с этими самыми аффиксами: например, в языке сок-фокс ne- — «мой», а nina — «я» (в прошлом — „моё тело“), ke-...-waw — «ваш», а kinwawa — «вы», и т. п.

#### Глагол
Глаголы в алгонкинских языках делятся на четыре разряда: переходные глаголы с неодушевлённым дополнением, переходные глаголы с одушевлённым дополнением, непереходные глаголы при неодушевлённом подлежащем и непереходные глаголы при одушевлённом подлежащем. То, как к какому разряду принадлежит глагол, выражается суффиксально.
Так, из основы pank- образуются следующие глаголы:
1. *pank-ihšin «упасть» (одушевлённый деятель);
2. *pank-ihθen «упасть» (неодушевлённый деятель);
3. *pank-ihšim «уронить» (что-то одушевлённое);
4. *pank-ihθet «уронить» (что-то неодушевлённое).

И свойства подлежащего (лицо и число), и свойства дополнения (лицо, число и одушевлённость) отражаются внутри глагола:
- Nə-ne·w-a·-w-ak — 1 лицо-видеть-DIR-1 лицо-ед.ч.-3 лицо.одушевлённость.мн.ч. — «Я вижу их» (одушевлённое дополнение);
- Nə-mi·l-a·-w-ak — 1 лицо-давать-DIR-1 лицо-ед.ч.-3 лицо.одушевлённость.мн.ч. — «Я даю (что-то) им» (одушевлённое дополнение).

Составляющие глагольного высказывания можно изобразить следующим образом, на основе высказывания niwaapamikossiinaatokenak «они могут не увидеть нас» из оджибве:
| приставка   | основа глагола | показатель инверсивности       | показатель отрицания | показатель подлежащего или дополнения, в зависимости от того, является глагольная форма прямой или инверсивной (см. в начале раздела) | наклонение         | показатель подлежащего или дополнения, в зависимости от того, является глагольная форма прямой или инверсивной |
| ni-         | waapam         | -ikw                           | -ssii                | -naa | -token             | -ak |
| первое лицо | «видеть»       | направленность действия на нас | «не»                 | первое лицо, множественное число, «мы»                                                                                                | выражение сомнения | третье лицо, множественное число, «они»                                                                        |

### Синтаксис
Порядок слов в алгонкинских языках может зависеть от того, на что ставится смысловое ударение: так, например, в восточном кри порядок SVO (подлежащее—сказуемое—дополнение) используется, когда смысловое ударение ставится на подлежащее, а порядок OVS используется тогда, когда смысловое ударение ставится на дополнение:
1. Awaash miyeyim-eu atim-h «Ребёнок любит собак» (ответ на вопрос «Кто любит собак?»);
2. Atim-h miyeyim-eu uu awaash «Собак ребёнок любит» (ответ на вопрос «Что любит ребёнок?»).

### Лексика

#### Словообразование
Словообразование в алгонкинских языках происходит главным образом при помощи суффиксов.
Примеры из оджибве:
- makkw- «медведь» — makkoo-nss- «медвежонок» (диминутив);
- nipaa- «спать» — nipaa-kan- «постель» (образование наименования орудия действия);
- nakamo- «петь» — nakamo-win- «пение» (образование наименования процесса);
- nakamo- «петь» — nakamo-n- «песня» (образование наименования итога действия);
- ciipay- «призрак» — ciipay-iwi- «быть призраком» (глагол со значением «быть кем-то или чем-то»);
- anaakkan- «коврик» — anaakkan-ikke- «делать коврики» (глагол со значением изготовления);
- šiiššiip- «утка» — o-šiiššiip-imi- «иметь уток» (глагол со значением обладания);
- cmintito- «быть большим» (одушевлённое подлежащее) — mintito-h- «увеличивать» (каузативный глагол);
- anokkii- «работать» — anokkii-taw- «работать для кого-то» (непереходный глагол, означающий выполнение действия для кого-то);
- naat- «приносить» — naat-amaw- «приносить что-то для кого-то» (переходный глагол, означающий выполнение действия для кого-то);
- noontaw- «слышать что-то или кого-то» — noontaa-ti- «слышать друг друга» (реципрок);
- noontaw- — noontaa-tiso- «слышать себя» (возвратный глагол);
- piit- «приносить» — piic-ikaate- «быть принесённым» (страдательный залог);
- noontaw- «слышать» — noontaa-ikosi- «шуметь» (медиопассив).

Возможна также редупликация основы — например, чтобы показать, что действие повторяется: ačemow «рассказывает»,  ayačemow «рассказывает снова и снова».
В некоторых из этих языков есть суффиксы, выражающие отсутствие или смерть: манси nóxw «мой отец» — nóxwaya «мой ушедший отец». Иногда значение слова меняется путём смены неодушевлённого рода на одушевлённый: šoniyah-i «деньги» (неодушевлённое существительное) — šoniyah-a «монета, счёт» (одушевлённое существительное).

#### Алгонкинские слова в других языках
В европейских языках есть ряд заимствований из алгонкинских языков, как например «тотем, скво, мокасины, томагавк, вигвам, вампум, вапити, скунс, опоссум, сквош, тобогган». Некоторые штаты США получили названия по ранее обитавшим в соответствующих местах алгонкинским племенам (Массачусетс, Коннектикут, Иллинойс, Мичиган, Висконсин); названия нескольких провинций Канады имеют алгонкинское происхождение (Квебек, Манитоба). Названия сотен населённых пунктов в США и в Канаде также имеют алгонкинское происхождение (в том числе Милуоки, Чикаго, Оттава, Виннипег). Кроме всего этого, многие народы, в том числе входящие в другие языковые объединения, известны европейцам под алгонкинскими названиями (ирокезы, саскуеханнок, сиу, ассинибойны, атабаски, эскимосы и другие).

#### Языки на основе алгонкинских
В связи с тем, что баскские китобои посещали берега Северной Америки и взаимодействовали с представителя алгонкинских народов, на основе баскского и алгонкинских языков возник алгонкинско-баскский пиджин, бывший в ходу по крайней мере с 1580 по 1635 гг.

## История изучения
Документация и изучение алгонкинских языков была начата миссионерами ещё в XVII в. Родство языков этой семьи было установлено в XIX в. Современные представления об алгонкинских языках основаны на трудах знаменитого американского лингвиста XX века Леонарда Блумфилда, исследовавшего языки кри, меномини, фокс и другие. В последние десятилетия наиболее деятельные исследователи алгонкинских языков — И. Годдард, Д. Франтц, К. Волфарт, К. Титер, А. Далстром, Д. Пентланд. В настоящее время многие алгонкинские языки хорошо изучены: существуют описания их грамматик, словари, школьные материалы.
В 2015 году Сергей Николаев с помощью традиционного сравнительного метода установил систему регулярных звуковых соответствий между основополагающим словарным составом нивхского, алгских (алгонкино-ритванских) и вакашских языков.
На основе исследований языка оджибве Р. Томлин и Р. Роудс одними из первых описали свойственный полисинтетическим американским языкам порядок слов, при котором новые сведения предшествуют известным.